# سار زمردی
سار زمردی (نام علمی: Lamprotornis iris)، با نام سار درخشان زنبقی نیز شناخته می‌شود. این گونه یک سار کوچک با تاج، روتنه، بال‌ها و دم سبز متالیک است. گوش‌پرها و زیرتنه آن به رنگ بنفش متالیک است. هر دو جنس شبیه هم هستند. بیشتر آرایه‌شناسان آن را با با بسیاری دیگر از سارهای درخشان در سارهای درخشان، در یکجا قرار می‌دهند، در حالی که دیگران آن را در یک سردۀ تک‌نماد Coccycolius جای می‌دهند.
یکی از کوچک‌ترین گونه‌ها در میان سارها، سار زمردی است که در غرب آفریقا پراکنده است. در مناطق پست و ساوانای ساحل عاج، گینه و سیرالئون ساکن است.